# 海因氏鰨
海因氏鰨為輻鰭魚綱鰈形目鰨亞目鰨科的其中一種，為熱帶海水魚，分布於印度洋阿曼、巴基斯坦、印度海域，棲息在沿岸沙泥底質底層水域，生活習性不明。